# نيلز بيجيروت
نيلز بيجيروت (بالسويدية: Nils Bejerot)‏ (21 سبتمبر 1921 - 29 نوفمبر 1988)، هو طبيبًا نفسيًا وأخصائيًا في علم الجريمة سويديًا مشهورًا بعمله في مجال إساءة استخدام العقاقير، وهو من أطلق مصطلح عبارة متلازمة ستوكهولم.وكان أحد أهم الباحثين عن تعاطي المخدرات في السويد. وكان رأيه بأن تعاطي المخدرات مسألة جنائية وأن استخدام المخدرات ينبغي أن يكون له عقوبات شديدة، كان له تأثير كبير في السويد وفي بلدان أخرى. وكان يعتقد بأن علاج إدمان المخدرات هو جعل المخدرات غير متوفرة وغير مقبولة اجتماعيا. كما دعا إلى فكرة أن تعاطي المخدرات يمكن أن ينتقل من كونه عرضاً لمرض إلى مرضٍ بحد ذاته.

## بداية حياته
ولد نيلز بيجيروت عام 1921 في مدينة نورتاليه في ستوكهولم. عمل والده كصراف في بنك أبلاند المحلي. لم يكن طالباً متعطشاً للعلم، لكنه كان أكثر اهتماما بالاكتشاف. في عام 1936 انتقلت العائلة إلى أوستهامار بعد أن تم تعيين والده في بنك آخر. في سن ال 15، وجد بيجيروت أنه يعاني من نزيف في الرئتين بسبب مرض السل، وتم إدخاله إلى مصحة لمدة ثلاث سنوات. ومع ذلك، وصف بيجيروت هذه الفترة بأنها فترة سعيدة في حياته. كان المزاج بين المرضى جيدًا، على الرغم من حقيقة أن ما يقرب من ثلثهم ماتوا. 
في إجازته الأولى، التقى الممرضة الإنجليزية كارول موريس في خط السكة الحديد الذي يمتد لمسافة 320 كلم بين ساماك وسراييفو في يوغسلافيا آنذاك، وتزوجا لاحقا.

## الطب النفسي
في الفترة من 1952 غلى 1954، عمل بيجيروت كمساعد في معهد كارولينسكا الصحي بعد الانتهاء من التعليم الطبي الأساسي في معهد كارولينسكا. في الفترة نفسها، كتب كتابه «ضد العنف في الكتب المصورة».
في عام 1954، عندما كان بيجيروت يعمل نائباً لطبيب اجتماعي في مجلس رعاية الطفل والشباب في مدينة ستوكهولم، أصبح من قبيل الصدفة، أول من قام بالتشخيص والإبلاغ عن حالة تعاطي المخدرات عن طريق الحقن في أوروبا. .
في عام 1957، حصل بيجيروت على شهادة طبية من معهد كارولنسكا في ستوكهولم. من 1957 إلى 1962، تم تدريبه في الطب النفسي في Södersjukhuset ومستشفى ساينت جوران في ستوكهولم.
في عام 1958 عمل بيجيروت كطبيب نفساني استشاري في قسم شرطة ستوكهولم، وفي عام 1965 عمل كطبيب استشاري في سجن ستوكهولم. وكان مرضاه في ذلك العمل من الأشخاص الذين احتجزتهم الشرطة، والعديد منهم مدمنون على الكحول أو مدمنو مخدرات من مدينة ستوكهولم. في وقت لاحق أصبح باحث في المخدرات في المجلس الوطني السويدي للبحوث الطبية، ويدرس الطب الاجتماعي في معهد كارولينسكا.
في عام 1963، درس بجيروت علم الأوبئة والإحصاءات الطبية في كلية لندن للصحة والطب المداري، عن طريق منحة حصل عليها من منظمة الصحة العالمية.
في عام 1973 ، شغل منصب مستشار الطب النفسي، حينها صاغ مصطلح متلازمة ستوكهولم
```
للإشارة إلى الطريقة التي يصبح بها الرهائن ممتنين إلى محتجزيهم. ومنذ ذلك الحين أصبح المصطلح مستخدمًا بكثافة.
```

في عام 1975، أصبح بيجيروت أستاذاً مشاركاً في أطروحة دكتوراه عن تعاطي المخدرات وسياسة المخدرات في معهد كارولينسكا. في عام 1979 حصل بيجيروت على لقب فخري للأستاذ، وهو شرف تمنحه الحكومة السويدية عادة لعدد قليل من الناس في السنة.
وشملت أبحاثه مجالات واسعة مثل وبائيات تعاطي المخدرات، وديناميات الاعتماد على المخدرات، وشذوذ سياسة الرعاية العامة. قدم عددًا كبيرًا من المحاضرات في أجزاء كثيرة من السويد. وطوال 30 عاما، مارس ضغطا مكثفا من أجل عدم التسامح مطلقا، بما في ذلك حيازة القنّب واستخدامه. نشر حوالي 600 بحث وورقة مناقشة في وسائل الإعلام المختلفة، ونشر أكثر من 10 كتب حول هذا الموضوع. في المجموع كان لديه حوالي 100,000 مشارك في سلسة دوراته التي أسماها (دورات يومين). وطوال سنوات عديدة، ألقى محاضرات في (كلية الشرطة السويدية) عن تعاطي المخدرات والمشاكل العقلية ومهارات التفاوض. كان معلمًا تقريبًا لكل ضابط شرطة سويدي، والذي أعطاه لقب (طبيب الشرطة).

## السياسة
خلال الفترة التي قضاها في المصحات أثناء مرضه بالسل، التقى أشخاصًا من مختلف الأعمار بخبرات مختلفة، وشجعته المناقشات التي أجراها لاحقًا على دراسته والانخراط في النشاط السياسي، ليصبح عضوًا في الحزب الشيوعي وغيره من المنظمات الاشتراكية. عندما بدأ في دراسة الطب عام 1947 جعلت بطئاً في التزاماته الاجتماعية والسياسية. [2] ومع ذلك، قاد خطاب نيكيتا خروتشوف السري في عام 1965 في المؤتمر الحزب 20 بيجيروت لاستجواب النظام الشيوعي كله. تحطُم مستقبل الشيوعية عنده عندما غزا الاتحاد السوفييتي المجر، مما دفع بيجيروت إلى ترك جميع الأنشطة في السياسة والتركيز على دراسة الطب. 
كما دعا لمناهضة العنف في الكتب المصورة. أثناء عمله في معهد كارولينسكا بين عامي 1952 و 1954 ، كتب كتابه «بارن، سيري»، عام 1954، وهو كتاب بعنوان «الأطفال، كاريكاتير، المجتمع»، إلى حد كبير كان كتابه تكيفًا لكتاب فريدريك فيرثوس الإغراء بالأبرياء، الذي نُشر أيضًا في عام 1954. عد إلى هذا الموضوع في كتبه الأخيرة.
كما دعا بقوة لقوانين صارمة لمكافحة المخدرات. في عام 1965 بدأ المشاركة في الجدل السويدي حول تعاطي المخدرات، وتشجيع اتخاذ إجراءات صارمة ضد المشكلة الجديدة والمتنامية بسرعة. وقد تابع عن كثب تجربة خرقاء إلى حد ما مع وصفه القانوني للهيروين والأمفيتامين وما إلى ذلك لمدمني المخدرات، وهي الدراسات التي شكلت الأساس لأطروحته حول انتشار المخدرات الوبائية. وادعى بيجيروت أن البرنامج سيزيد عدد مدمني المخدرات وأظهر من خلال عد علامات الحقن أن عدد مدمني المخدرات في ستوكهولم استمر في النمو بسرعة خلال التجربة. تم إيقاف البرنامج في عام 1968. منذ عام 1968 وما بعده، كان الاختلاف بين النوع الوبائي والنوع العلاجي والنوع المتوطن لتعاطي المخدرات مسألة متكررة في كتابات ومحاضرات بجيروت. 
في عام 1969، أصبح بيجيروت أحد مؤسسي جمعية مجتمع خالٍ من المخدرات (RNS)، التي لعبت - ولا تزال تلعب - دورًا مهمًا في صياغة السياسات السويدية للمخدرات. لا تقبل RNS أي من المنح الحكومية المتاحة. حذر من عواقب «الإدمان الوبائي»، الذي دفعه أشخاص غير مستقرين نفسيا واجتماعيا، الذين يبدأون عادة، بعد مداخلة الشخص المباشرة مع متعاطي مخدرات آخر، في استخدام العقاقير المخدرة غير المقبولة اجتماعيا للحصول على النشوة. في عام 1972، تم استخدام تقاريره كأحد الأسباب لزيادة العقوبة القصوى للجرائم المخدرات الخطيرة في السويد لمدة 10 سنوات في السجن. في عام 1974 تمت دعوته للإدلاء بشهادته كواحد من 21 خبيرا علميا بشأن الماريجوانا للجنة الفرعية التابعة لمجلس الشيوخ الأمريكي حول وباء الحشيش الماريجوانا وأثره على أمن الولايات المتحدة. ودعا إلى عدم التسامح في الاستخدام غير القانوني وحيازة المخدرات، بما في ذلك جميع الأدوية التي لا تغطيها وصفة طبية، وهو ما يعتبر أمر قانوني اليوم في السويد. في أوائل ثمانينيات القرن العشرين، أصبح أحد «أفضل 10 من مشكلي الرأي» في السويد لهذا الغرض. بيجيروت أُعتبر من قبل مكتب الأمم المتحدة المعني بالمخدرات والجريمة واعتراف العديد من الآخرين كمؤسس للاستراتيجية السويدية ضد الاستخدام الترويحي للمخدرات. كان مطلبه بعدم التسامح مطلقا باستخدام المخدرات لفترة طويلة ينظر إليه على أنه متطرف، ولكن خلال أواخر 1970s تغير الرأي. هو دون شك الشخص الأكثر مسؤولية عن تغيير سياسة المخدرات السويدية في اتجاه مقيد، وهو ما جعله شخصا مثيرا للجدل، قبل وبعد وفاته. اعتبر العديد من الناس بيجيروت باعتباره إنسانياً جيداً يدافع عن سياسة قابلة للتطبيق ضد المخدرات، وروبرت دوبونت يعتبره «بطل قصة إساءة استعمال المخدرات السويدية». بينما يعتبره آخرون بمثابة عرقلة لممارسات العلاج الجديدة ضد تعاطي المخدرات.
نظريات بيجيروت حول انتشار تعاطي المخدرات والمقترحات الخاصة بسياسة مكافحة المخدرات لا تزال تؤثر بشكل كبير على سياسة المخدرات في السويد. عندما أعلن ر. جي كيرليكوسكي، مدير السياسة الوطنية لمكافحة المخدرات في مايو 2012، نسخة محدثة من سياسة إدارة الرئيس الأمريكي باراك أوباما، أشار إلى ما حدث في التجربة مع وصف الأدوية القانونية في عام 1965 والتي تم دراستها من قبل بيجيروت في أطروحة الدكتوراه.

## البحوث
قبل أن يبدأ بيجيروت بالمشاركة في النقاش حول المخدرات في عام 1965، كان الرأي السائد في السويد أن تعاطي المخدرات كان مشكلة صحية خاصة وأن تدابير إنفاذ القانون يجب أن تستهدف تجار المخدرات. قبل عام 1968، كان أقصى عقوبة لجريمة مخدرات خطيرة سنة واحدة في السجن. واعترض بيجيروت على ذلك وأكد على أهمية اتخاذ تدابير ضد الطلب على المخدرات، ضد المستخدمين، وأهميتها في انتشار الإدمان على المدمنين الجدد.
لم يقبل بيجيروت بأن البطالة وضعف الاقتصاد الخاص كتفسيرات لزيادة استخدام المخدرات غير المشروعة. وأشار إلى أن تعاطي الكحوليات في الثلاثينيات كان محدودا نسبيا في السويد، على الرغم من ارتفاع معدلات البطالة والكساد الاقتصادي.
أكد نيلز بيجيروت على خمسة عوامل رئيسية تتسبب في زيادة خطر أن يصبح الفرد مدمنًا للمخدرات:
- توافر مادة مسببة للإدمان
- المال للحصول على المادة
- الوقت لاستخدام المادة
- مثال على استخدام المادة في البيئة المباشرة
- إيديولوجية متسقة فيما يتعلق باستخدام المادة

يقدم بيجيروت الفرضية القائلة بأن الإدمان، لم يعد من الأعراض بل حالة مرضية في حد ذاته.هذا لا يعني أن إدمان المخدرات من المستحيل علاجها، وكيفية العيش بدون مخدرات، ويجب أن يكون علاج مدمني المخدرات هدفًا خالٍ من المخدرات، ويختلف بيجيروت عن الآخرين الذين يهدفون إلى الحد من الآثار الضارة، المعروفة أيضًا باسم تقليل الضرر، انتقد بيجيروت برامج علاج الميثادون الطويل لمستخدمي الأفيون في البرامج التي لم تكن تهدف إلى منع المخدرات.

## روابط خارجية
- أمازون
- جوود ريدر